# Myckelgensjösjön
Myckelgensjösjön är en sjö i Örnsköldsviks kommun i Ångermanland och ingår i Moälvens huvudavrinningsområde. Sjön är 23 meter djup, har en yta på 3,75 kvadratkilometer och befinner sig 193 meter över havet. Myckelgensjösjön ligger i Moälven Natura 2000-område. Sjön avvattnas av vattendraget Södra Anundsjöån.

## Delavrinningsområde
Myckelgensjösjön ingår i det delavrinningsområde (705159-159030) som SMHI kallar för Utloppet av Myckelgensjösjön. Medelhöjden är 217 meter över havet och ytan är 13,35 kvadratkilometer. Räknas de 28 avrinningsområdena uppströms in blir den ackumulerade arean 346,27 kvadratkilometer. Södra Anundsjöån som avvattnar avrinningsområdet har biflödesordning 1, vilket innebär att vattnet flödar genom totalt 1 vattendrag (Moälven) innan det når havet efter 80 kilometer. Avrinningsområdet består mestadels av skog (50 procent). Avrinningsområdet har 3,74 kvadratkilometer vattenytor vilket ger det en sjöprocent på 28 procent.

## Galleri

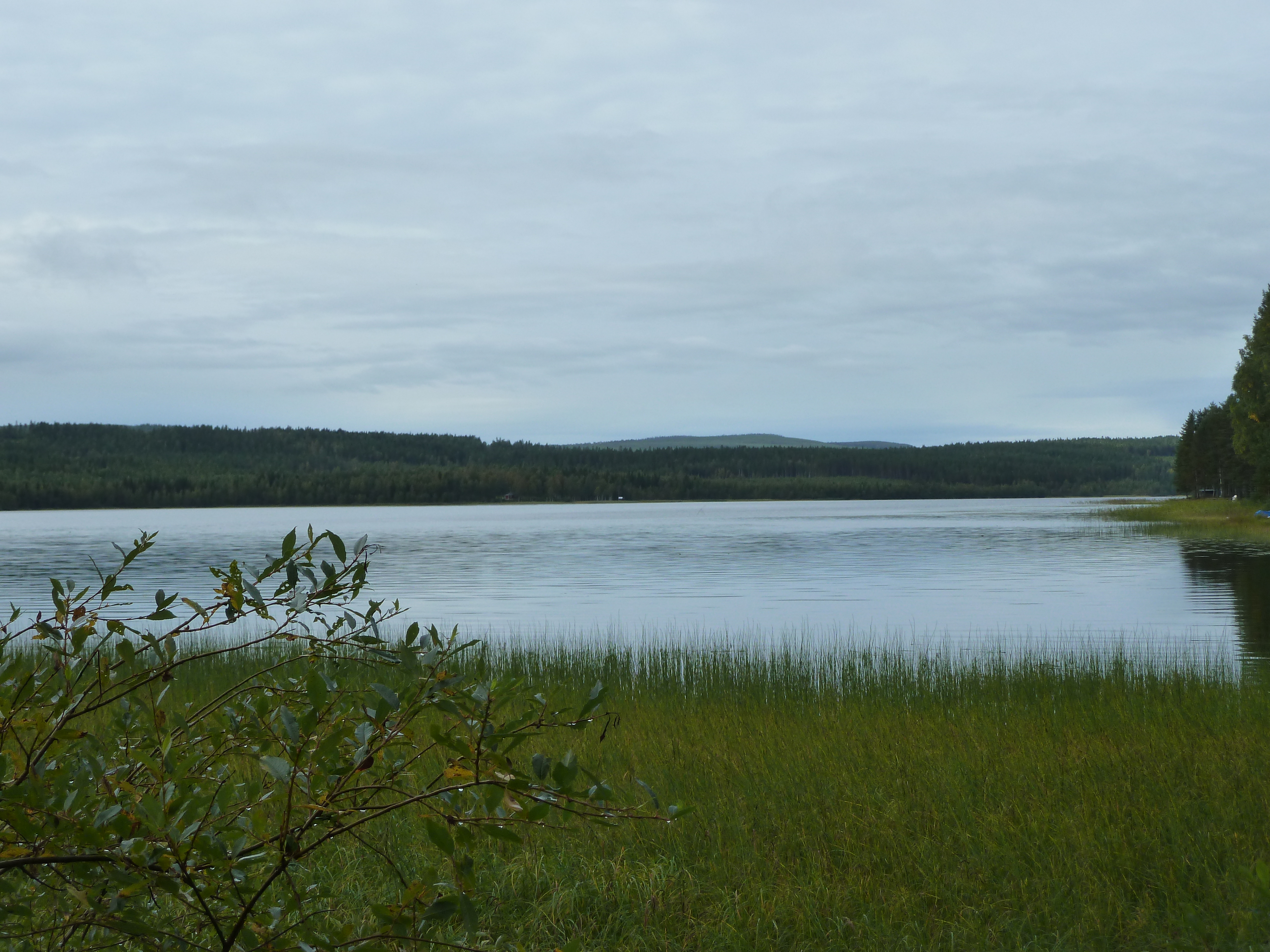
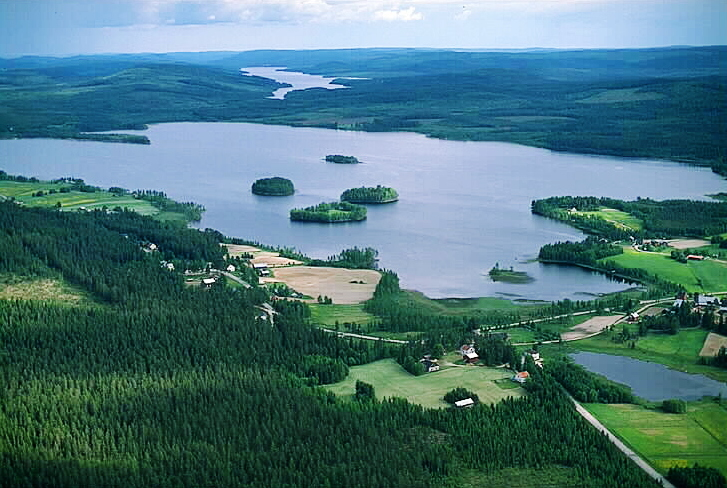
Myckelgensjösjön 17 juni 1988. I bakgrunden syns Hällvattnet och i förgrunden Hamptjärnen.
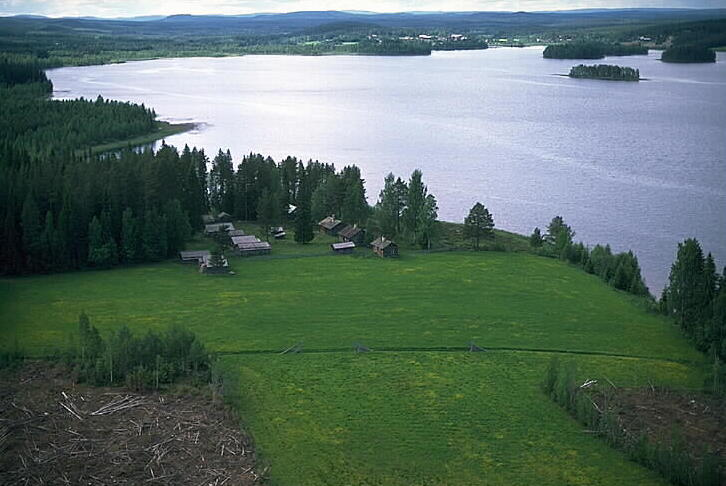
I förgrunden syns Österdalbodarna.
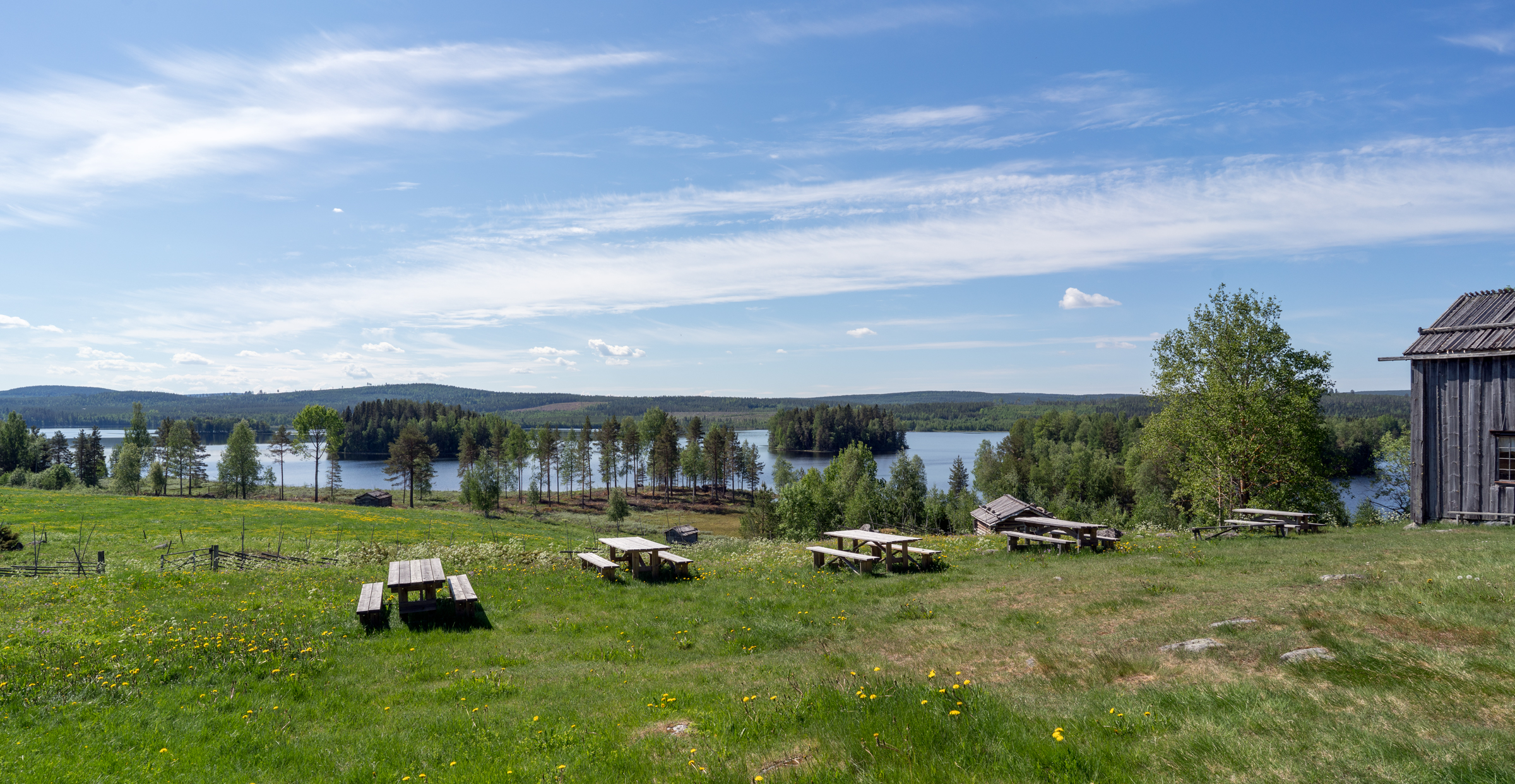
Myckelgensjösjön, vy från Gammelgården.